# 興亜建国パン

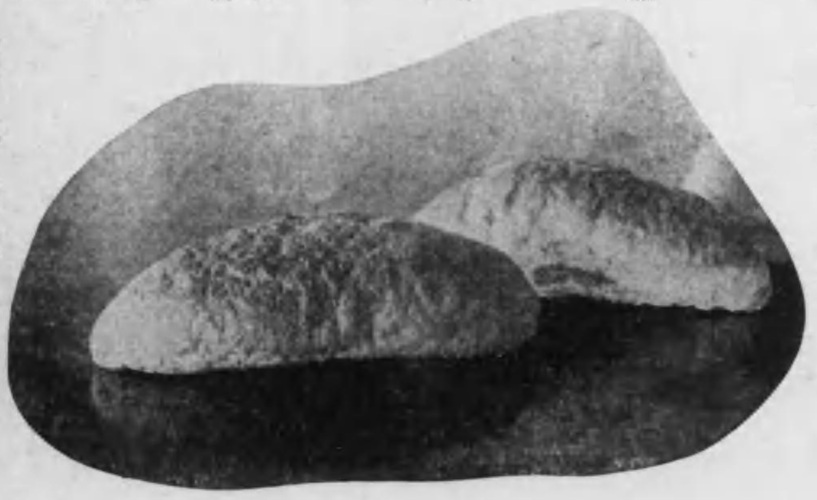
興亜建国パンの写真（『一千万石目標節米調理法』1940年5月）

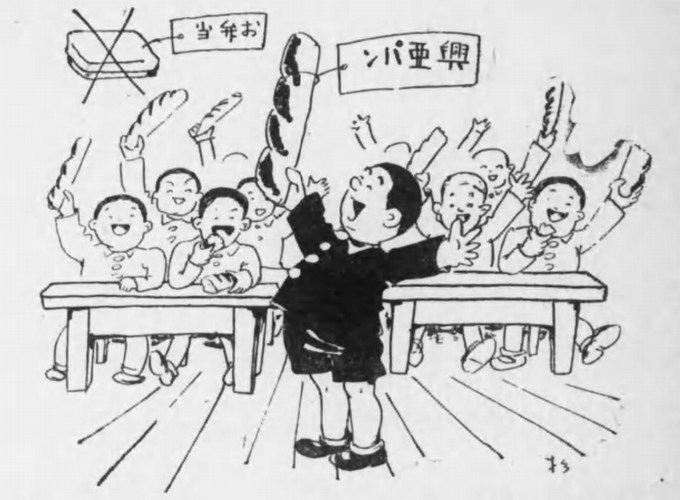
興亜建国パンを奨励するイラスト（『一千万石目標節米調理法』1940年5月）

興亜建国パン（こうあけんこくパン）は、日本の戦時体制下の節米運動時（1940年〈昭和15年〉以降）に、米に代る食料として大日本帝国陸軍が考案したパン。「興亜パン」とも呼ばれる。

## 概要
陸軍糧秣本廠の外郭団体である食糧問題研究機関「糧友会」で、節米および国民栄養合理化のため、建国祭の記念食として考案され、紀元二千六百年にあたる1940年、紀元節である2月11日に正式に提唱された。昭和恐慌時、小学校の欠食児童のために、陸軍糧秣本廠により各種食材を混入した「軍隊式栄養パン」が考案されており、これが興亜パンの原型となった。
材料はパンの主材料である小麦粉のほか、大豆粉（またはライ麦粉やきな粉など）、トウモロコシ粉（または蕎麦粉、ジャガイモ粉、サツマイモ粉など）、海藻粉（または魚粉）、野菜（ニンジン、ホウレンソウ、ダイコンの葉など）、黒砂糖、脂肪などが用いられた。本来は通常のパンと同様、酵母で発酵させて焼き窯で焼き上げるが、一般家庭ではそうした調理が困難なため、酵母ではなくベーキングパウダーを使って蒸し上げて蒸しパンとする方法が、家庭向けの簡易調理として奨励された。各種食材を混ぜることで、主食と副食を兼用としていることが最大の特徴とされた。
1940年に開催された紀元二千六百年式典でも、穀類が不足をきたしていたために興亜建国パンが食事として提供され、このときにはパンに混ぜる具材としてジャガイモ、ニンジン、タマネギ、海草類が用いられていた。糧友会では毎週1回、または興亜奉公日（毎月1日）に節米代用食としてこのパンを食べることが図られており、小学校の弁当にも最適とされた。しかし、確かに栄養面では申し分ないが、不味のために普及には至らず、食料不足時代の一時的現象で終わった。